# Jean-François Leroy
Jean-François Leroy (Ronfeugerai, 25 februari 1915 - Le Chesnay, 8 februari 1999) was een Frans botanicus.
Jean-François Leroy werd geboren in Normandië als zoon van een onderwijzersvader die een jaar na zijn geboorte stierf. Hij woonde tot zijn achtste bij zijn grootmoeder met zijn moeder en zus. Na het voltooien van de lagere en middelbare school in Flers, studeerde hij letteren in  Lyon. Op advies van Auguste Chevalier, van wie hij een verre verwant is, wendde hij zich tot de plantkunde en sloot zich aan bij het tropische landbouw laboratorium dat Chevalier leidde bij het Natuurhistorisch Museum. Daarna bekleedde hij achtereenvolgens de functies van assistent, vervolgens adjunct-directeur (1948) en ten slotte hoogleraar (1965). Van 1969 tot 1982 bekleedde hij de leerstoel fanerogamie. Voortbordurend op Chevaliers werk over de flora van de tropen, was hij vooral geïnteresseerd in de flora van Madagaskar als basis voor de integratie ervan in de theorie van de evolutie van soorten.